# 사라 베르나르
사라 베르나르(프랑스어: Sarah Bernhardt, 1844년 10월 23일 ~ 1923년 3월 26일)는 프랑스의 연극 배우이다. 1870년대 유럽 무대에서 명성을 쌓았다. 영화의 역사 초창기에 여러 편의 영화에도 출연하여 유럽과 미국에서 19세기의 가장 유명한 여자 배우로 평가되었다. 사라 베르나르는 매우 극적인 연기를 펼쳐 "여신 사라"라는 별명으로 불렸다.

## 어린 시절
사라 베르나르는 1844년 10월 23일 프랑스 파리에서 태어났다. 출생 신고서에는 로진 베르나르라는 이름으로 신고되었다. 어머니 줄리 베르나르는 여러 지역을 떠돌아다니며 "특별한 볼거리"를 보여주고 때로는 좀도둑질도 했던 길거리 연기자 모리 바루시 베르나르의 여섯 자녀 가운데 한 명이었고, 아버지는 누구인지 알려지지 않았다. 1835년 줄리의 아버지는 사라 킨스베르젱과 재혼하였지만 결혼한지 두 주만에 아내가 죽자 자식들을 파리에 버렸다. 파리에 남겨진 줄리는 "율"(Youle)이라는 이름으로 코테쟁(courtesan)이라 불리던 고급 창녀 노릇을 하며 살았다. 사라는 미들 네임 이니셜로 H를 사용하였다. 훗날 사라 베르나르가 레지옹 도뇌르 훈장을 받을 때 출생기록이 1871년 화재로 분실된 것을 알게 되었고, 사라는 출생 기록을 다시 작성하면서 자신의 부모 이름으로 주디 반 하드와 에드와 베르나르를 적어넣었다. 에드와 베르나르는 어머니의 남동생 이름이었다.
줄리는 사라를 베르사이유 인근의 아우구스티노회 소속의 학교에 보냈다., 1860년에는 파리 데클레마숑에 있는 음악 학교에 들어갔고, 1862년에는 코메디 프랑세즈(Comédie Française)의 학생이 되었다. 그러나, 얼마 지나지 않아 사라는 생일 잔치에 다른 여배우의 뺨을 때렸다는 이유로 퇴학당하였다.
사라 베르나르의 어린 시절은 여러 면에서 불분명한 것이 많아, 동시대 극작가로 삼총사를 쓴 아버지와 이름이 같았던 알렉상드르 뒤마는 베르나르를 거짓말쟁이라고 평하였다.

## 연기 경력

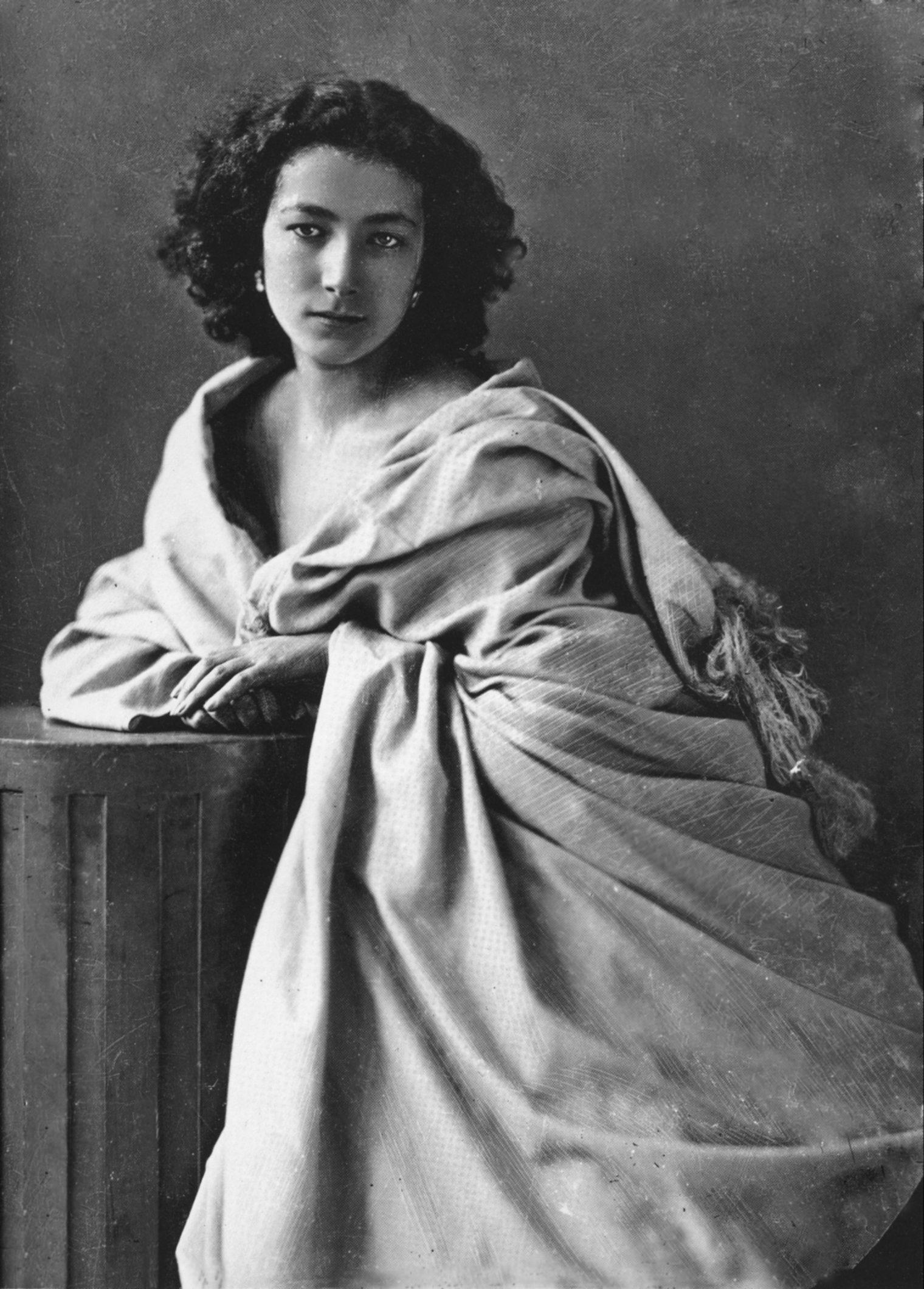
1865년 나다르가 촬영한 베르나르

베르나르는 코메디 프랑세즈의 학생이었던 때부터 연기 경력을 쌓기 시작하였다. 코메디 프랑세즈에서 나온 뒤에는 벨기에로 갔는데, 그 곳에서 유서 깊은 귀족인 리뉴 공 앙리의 정부가 되었다. 1864년 둘 사이에 아들 마우리스가 태어나자 앙리는 베르나르와 결혼하고자 하였으나 집안의 반대로 뜻을 이루지 못하였고, 앙리와 베르나르는 해어졌다. 파리로 돌아온 베르나르는 코메디 프랑세즈에 다시 들어갈 수가 없었고, 1865년부터 고급 창녀 일을 하였다.
베르나르는 1866년 세아트르 데 로데오(Théâtre de L’Odéon)에서 연기를 시작하였다. 1869년 푸랑수아 코페 르 파상(François Coppé’s Le Passant)의 정부 역을 한 연극이 성공하면서 베르나르는 유명 인사가 되었다. 1870년 보불 전쟁이 일어나자 연극 상연이 중단되었고, 극장은 병원으로 바뀌었다. 베르나르는 부상병을 간호하는 일을 하였다.
전쟁이 끝난 뒤 연극을 다시 시작한 베르나르는 곧 유럽에서 가장 인기 있는 배우가 되었고, 뉴욕에까지 이름을 알리게 되었다. 베르나르의 배역 가운데 가장 인기가 있었던 여성 햄릿은 공연시간이 4시간에 이르는 연극이었다. 햄릿으로 분한 베르나르는 매우 극적인 연기를 펼쳐 "여신 사라"라는 별명을 얻게 되었다. 1872년 베르나르는 코메디 프랑세즈로 돌아가 볼테르의 자이르 역을 맡아 다시 한 번 큰 성공을 거두었다.

## 후기 활동
베르나르는 1922년까지 왕성한 작품 활동을 하였고, 1915년에는 미국에서 순회 공연을 하였다. 후기 작품으로는 다니엘(1920년), 라 글로아르(1921년),레진 아르망(1922년) 등이 있다.
사라 베르나르는 1923년 요독증으로 사망하였다. 향년 78세였다.